# Spanska F3-mästerskapet 2007
Spanska F3-mästerskapet 2007 kördes över 16 heat.

## Delsegrare
| Bana        | Vinnare            | Vinnare            |
| ----------- | ------------------ | ------------------ |
| Jarama      | Marco Barba        | Máximo Cortés      |
| Jerez       | Máximo Cortés      | Manuel Sáez-Merino |
| Estoril     | Máximo Cortés      | Máximo Cortés      |
| Albacete    | Máximo Cortés      | Gérman Sánchez     |
| Magny-Cours | Marco Barba        | Máximo Cortés      |
| Valencia    | Marco Barba        | Nicolas Prost      |
| Jerez       | Gérman Sánchez     | Gustavo Yacaman    |
| Barcelona   | Manuel Sáez-Merino | Nicolas Prost      |

## Slutställning
| Plats | Förare             | Poäng |
| ----- | ------------------ | ----- |
| 1     | Máximo Cortés      | 117   |
| 2     | Marco Barba        | 113   |
| 3     | Nicolas Prost      | 102   |
| 4     | Gérman Sánchez     | 76    |
| 5     | Manuel Sáez-Merino | 66    |